# Érczkövy Károly
Érczkövy Károly, Érckövy, Érczkövi, született Arnstein (Pest, 1871. június 23. – Budapest, Terézváros, 1947. június 21.) színész, operaénekes. Érckövy László édesapja.

## Életútja
Arnstein Lipót hordár és Stern Anna fiaként született. 1891 virágvasárnapján lépett először színpadra, Szathmáry Károly társulatában. Szerepelt nagyobb vidéki együttesekben, 1900–1901-ben Aradon, 1901–1902-ben Debrecenben és Szegeden, 1902 és 1908 között Kövessy Albertnél szerepelt, aki 1905 és 1908 között Pécsett állomásozott. 1908-ban színpadra lépett Budapesten a Paradicsom Kabaréban, majd 1912–13-ban Székesfehérváron játszott. Harcolt az első világháborúban. 1926-ban vonult nyugdíjba. Operák és operettek baritonszerepeit énekelte. Arnstein családi nevét 1935-ben Érczkövire változtatta. Halálát szívgyengség, tüdőrák okozta.
Első neje: Lányi Szidi (Szidónia), színésznő, meghalt 1920. január 16-án, Désen. Második felesége a nála tíz évvel fiatalabb Csiszár Ottília Ilona volt, akivel 1927. június 25-én Budapesten kötött házasságot.

## Fontosabb szerepei
- Fairfax (Jones: Gésák)
- Mokány Berci (Lukácsy S.: Fenelányok)
- Pisztoly Balambér (Faragó J.: A bús özvegy)